# 杰弗里·帕尔默
杰弗里·帕尔默爵士（1942年4月21日—），新西兰工党党魁，曾任新西兰总理（1989年8月8日－1990年9月4日）。

## 生平
杰弗里·帕尔默1942年出生于新西兰。1967年获得美国芝加哥大学法律博士（JD）学位。
在1979年，帕尔默作为工党的基督城中区选区议员而进入国会，并在1983年成为了反对派副领袖。
在1984年工党赢得大选之后他成为了副总理，三年之后工党蝉联執政时，他改任最高法官和司法部长，并在1989年成为新西兰总理。就任期间对新西兰的法律系统和宪法框架进行了大规模的改革，制订了著名的《人权法案》。
在1990年选举前，因工党经济改革法案不得人心，导致了许多选民放弃支持工党，在加上帕尔默不受欢迎的家长式和冷淡作风，当时许多人认为工党已经不可能取得连任。为了挽救败势，工党党内最终决定在大选前八周将帕尔默替换，由迈克尔·穆尔任工党党魁，并接替了他的总理职务。但工党仍在八周后的大选中失利。
帕尔默最终在选举结束后从议会退休，之后曾赴英国就任英国枢密院的成员。
帕尔默获得过聖米迦勒及聖喬治勳章、澳大利亚勋章。在2005年，他被指任为新西兰法律事务委员会的主管。